# Face the Nation
Face the Nation er et ugentligt amerikansk nyheds- og morgenprogram for offentlige anliggender, der sendes søndage på CBS. Oprettet af Frank Stanton i 1954, er det et af de længste nyhedsprogrammer i tv-historien.